# Swing Saturday ねぎって行こう!
Swing Saturday ねぎって行こう!（スウィングサタデー ねぎっていこう）は、山口放送（KRYラジオ）で1975年10月18日から2006年9月23日まで31年間に渡り放送されたラジオ番組。番組終了時は土曜16:00 - 16:55（JST）の放送だった。
1995年に日本民間放送連盟賞ラジオ娯楽部門の最優秀賞を受賞している。

## 概要
ネッツトヨタ山口（トヨタ系ディーラー、旧「トヨタオート山口」）の一社提供であった。毎回ネッツトヨタ山口の周南地区の営業所から営業社員を招き、中古車（このため扱う車がトヨタ車とは限らない、最終回もトヨタ車ではなかった）を紹介して、それを司会の2人が値切る（「ねぎって行こう!」のタイトルはこれに由来する）コーナーを番組の一つの軸としている。
番組開始当初以来、KRYアナウンサーの井上雪彦とフリーアナウンサーの鈴木久美がBGM以外は曲もかけずにトークを繰り広げていた。1時間番組にもかかわらずタイトルコール前のオープニングトークが10分近くとなることもあった。
正式タイトルは記事名の通りであるが、番組内では「雪彦・久美のスウィングサタデー ねぎって行こう!」とアナウンスされていた。
毎年年末年始には公開放送が行われ、番組終了後には福袋の抽選会も行われていた。山口放送本社1階のセミオープンスタジオ（第1スタジオ）で収録されており、通常の週でもスタジオ見学自体は可能であった（2人が見学に来たリスナーをいじる事も多かった）。基本的に生放送であったが、メインパーソナリティの井上のスケジュールの都合もあり、録音のときもあった。
KRYラジオは県境の近くに高出力の送信所が置局されているため（周南本局・下関局・岩国局・須佐田万川局）、山口県内はもとより、福岡、広島、愛媛、大分など県外リスナーも多く、これらのリスナーにも支えられ、同局を代表する番組となった。

## 井上の死去と番組の終了
放送日でもあった2006年8月12日朝、井上は病で死去した。遺族の意向もあり、当日の番組は事前に収録をされていたものが通常どおり放送され、KRYが公表したのは葬儀が済んだあとの14日の『熱血テレビ』内であった。8月19日には15:00 - 16:55の枠で「追悼特番 スウィングサタデー・ありがとう井上雪彦さん」を勝津正男の司会で放送した。翌週の8月26日の放送以降、最終回まで井上の後任として渡辺三千彦が司会を務め、「三千彦・久美のスウィングサタデー ねぎって行こう!」として放送した（正式な番組名は従前のとおり）。結果として、井上の突然の死が31年にも及ぶ番組の歴史にピリオドを打つことに繋がる事となった。

## 番組終了後
終了後、鈴木久美は平日午後のワイド番組『お昼はZENKAI ラヂオな時間』に移動（木曜日を担当）した。後番組は福谷貞夫と塚田文が担当する『さだとあ〜やのラジKING』(2011年秋より『ラジKING GOLD』に改題)となった。引き続きネッツトヨタ山口がスポンサーとなり、中古車を値切るコーナーも残されている。

## 歴代のコーナー
前述のとおり中古車を値切るコーナーをメインとしていたが、このほかにもリスナー参加型の様々なコーナーが存在した。
ラッキーナンバープレゼント
ラッキーテレフォン
お笑い川柳5・7・5
特定のお題にちなんだ川柳を募集し紹介するコーナー。2003年4月から番組終了時まで行われていた（それ以前にも行われていた時期あり）。
イントロリレークイズ
（あなたは）井上雪彦を知っちょってか
2003年3月まで存在したコーナー。コーナータイトルは「あなたは井上雪彦を知っていますか」の山口弁。毎週選ばれる4桁の番号（番組ではラッキーナンバーと呼称した。ラッキーナンバーは車のナンバーにも適用され、KRY本社やネッツ店で景品を貰うことができた）を使って無作為に電話をかけ（例：番号が5757なら、今週は徳山市の5757として徳山市の5757番にかける）、井上雪彦を知っているか質問した後返答に関わらず雑談をするという内容。おおむね16:15 - 16:25ごろに放送された。
永くラジオ中心の活動で知名度が低かった井上だったが、1999年にテレビの夕方ワイド番組「熱血テレビ」がスタートして以降、山口県内で知らない人はほとんどいなくなった（これがコーナー終了のきっかけとなった）。
ミーハークイズ
リスナーが番組に電話をかけ、抽選に当たった2 - 3名がクイズに参加できるもの。問題は3択で、内容はその名の通りミーハーである（最近の話題が中心）。正解者には商品（中にはトヨタ提供でありながら長いことラジオ付きロールス・ロイスの置物もあった）がある。正解率はほぼ100%（誤答しても2人が正解に誘導するため）。おおむね16:25 - 16:40ごろまでに放送された。かつて、リスナープレゼントに当選した松山市の主婦が同じ日のミーハークイズにも当選したことがあった。

## 余談
パーソナリティはスタート時から井上雪彦の死去まで雪彦・久美のコンビであり、以前この2人で「徳山午前0時」というデュエット曲のレコードをリリースしたこともある（既に廃盤、近年オンエアでもかからない幻の1曲となっていたが、番組最終回のオープニングで久しぶりに放送された）。2006年のKRY秋まつりにおいてこのコンビでニューバージョンを披露する予定であったが、井上の死去にともない、高橋良が代役として歌った。